# B Lab
B Lab — некоммерческая организация, базирующаяся в округе Делавэр, Пенсильвания, США. Основана в 2006 году тремя друзьями — Джеем Коеном Гилбертом, Бартом Хоулаханом и Эндрю Кэссоем. B Lab создала специальные сертификаты (B Lab certification или B Corporation certification) для компаний, которые соответствуют критериям социальной и экологической эффективности. С помощью этих сертификатов, а также своих рейтингов и аналитических материалов, B Lab создала новый сектор экономики и провела системное изменение посредством трёх взаимосвязанных инициатив: построила сообщество Certified B Corporations, чтобы облегчить определение различий между действительно «хорошими компаниями» и просто хорошим маркетингом; повлияла на распределение инвестиций в сторону социальных проектов и охраны окружающей среды; продвинула государственные программы по ускорению роста социального предпринимательства и инвестиционного воздействия. 
B Lab продвигает инновационные коммерческие и некоммерческие модели для социальных изменений в мире, развивает рынки долгосрочного капитала и стратегические инициативы для роста сектора своих сертификатов, улучшает уставы корпораций на предмет социальной ответственности, объединяет бизнес и социальные предприятия. На рынке сертификации B Lab конкурирует с Det Norske Veritas, Underwriters Laboratories и Technischer Überwachungsverein. По состоянию на весну 2014 года около тысячи компаний в 60 отраслях экономики из 27 стран получили сертификаты B Lab, ещё 16 тыс. компаний использовали инструменты организации.
На начальном этапе B Lab поддержали многие именитые заказчики и инвесторы — Фонд Рокфеллера, Агентство США по международному развитию, Deloitte, Prudential Financial и Halloran Philanthropies. B Lab создала новый вид компаний — B Corporation («B» обозначает «выгодный»). Это — юридическое обозначение и система сертификации, которая позволяет компаниям относить себя к социально ответственным потребителям и инвесторам. Чтобы получить статус и сертификат B Corporation, компания должна изменить свой учредительный договор так, чтобы менеджеры учитывали интересы сотрудников, сообщества и окружающей среды, а не только волновались исключительно об акционерах. Такие поправки позволяют предпринимателям брать внешних инвесторов не беспокоясь, что их внутренние ценности поставят под угрозу.
В 2014 году Фонд Сколла наградил B Lab как финалиста конкурса среди социальных предприятий мира. Также B Lab управляет отдельным информационным сайтом о корпорациях и государственном законодательстве.